# مرسدس-بنز اندونزی
مرسدس-بنز اندونزی (انگلیسی: Mercedes-Benz Indonesia) شرکت خودروسازی اندونزیایی است، که در سال ۱۹۷۰ توسط شرکت مرسدس-بنز تأسیس شد.